# Gadány
Gadány est un village et une commune du comitat de Somogy en Hongrie.